# Голос (Пікар)
Голос (Võx) — дев'ята серія третього сезону американського телевізійного серіалу «Зоряний шлях: Пікар». Сценарій епізоду написали Шон Третта та Кайлі Россеттер, режисував Террі Маталас. Перший показ відбувся 13 квітня 2023 року.

## Зміст
Ще раніше Джек Крашер розмірковував про червоні двері, які перебували в його пам'яті все його життя. Діанна Трой, психолог і напівбетазоїдний емпат, приєдналася до нього в думках, щоб відкрити ці двері. Зрештою Джек не може цього зробити, і замість нього їх відкриває Діана. Те, що вона знаходить, так її лякає, що вона розриває зв'язок і втікає з кімнати, залишаючи Джека розчарованим. Вона біжить прямо до лікарні та каже Пікару і Крашер, що бачила куб Борга. Очевидно, тіло Пікара було джерелом органічних технологій Борга, які помилково прийняли за синдром Ірумоді. Ці технології перейшли Джеку. І, враховуючи доведену здатність Джека телепатично контролювати інших, Діанна може лише зробити висновок, що Джек є певною небезпекою.
Трой дізнається, що Джек пов'язаний із Боргом, джерелом усіх голосів, які він чує. Беверлі усвідомлює, що передбачуваний синдром Ірумоді у Пікара насправді був невиявленою органічною технологією Борга, імплантованою йому, коли він став Локутусом (тому усе ще міг чути Колектив після порятунку) — і що ця технологія була передана Джеку. Пікар стикається з Джеком і пропонує йому залишитися в науково-дослідній академії Вулкана — Джек визначає це як психіатричний заклад, де йому можна промити мізки (він може бути цинічним, але за цих обставин, мабуть, не помиляється). Коли Джек знаходить озброєних людей, які чекають на нього біля кімнати, він використовує свою телепатію Борга, щоб взяти їх під контроль. Нажаханий Джек тікає з «Титана» на човнику, незважаючи на спроби Пікара зупинити його. Він командує ще одним човником і вивертається, щоб знайти Борг.
На борту куба він протистоїть королеві Борг і дізнається його справжню природу: там, де його батько був оратором—локутором, то Джек — сам голос. Джек, не в змозі протистояти їй, асимілюється. Керуючись своїм зв'язком із Колективом, Джек знаходить Куб Борга та сідає на нього, маючи намір убити Королеву. Однак, зіткнувшись з Королевою, Джек потрапляє під її вплив і дозволяє себе асимілювати. «Титан» відбуває на святкування річниці Зоряного Флоту біля Землі.
Ворф, Ла Форж і Дейта представляють те, що вони дізналися з генетичного сканування: генетична терапія, яку Борг проводив на всіх своїх асимільованих, була ширшою у випадку Пікара. Саме тому він все ще міг чути голоси Борга після того, як був деасимільований. Він був модифікований, щоб бути приймачем, і через нього Джек став передавачем. Мінливці викрали труп Пікара, щоб забрати тім'яну долю та скопіювати його ДНК, змінену Боргом — яку потім вставили в транспортні системи всіх кораблів Зоряного Флоту, для зараження будь-якого персоналу. Лобова кора людини все ще розвивається до 25 років. Мінливці проникли до флоту для цього: щоб допомогти Боргу попередньо асимілювати всіх, хто коли-небудь телепортувався на кораблі або з нього. Що ще гірше, День фронтиру починається буквально через кілька миттєвостей, і все, що має статися, станеться зараз. Пікар наказує «Титану» повернутися в сектор 001. Дійсно, святкування переривається в «Спейсдоці», де з'являється «USS Enterprise» класу «Odyssey», NCC-1701-F, щоб очолити урочистості з адміралом Елізабет Шелбі у кріслі капітана. Шелбі демонструє останню технологію «Формування флоту», яка дозволяє кораблям Зоряного флоту працювати як колективний розум. Пікар і Райкер, дивлячись трансляцію з мосту, дивуються, що Шелбі, експерт із боротьби з Борг, погодилася на таке.
Єдина перевага Зоряного флоту, зазначає Беверлі, полягає в тому, що вплив Борга обмежений віковою зоною. Борг може впливати лише на людей, які ще ростуть, а це для людей близько 25 років, оскільки саме тоді лобова кора головного мозку остаточно завершує розвиток. Тим не менш, хоча Зоряний флот може бути помірно військовим, він все ще достатньо потужний, щоб сили схилилися на користь молодих людей. На мосту Сідні та Аландра Ла Фодж, лейтенант Мура, енсін Есмар та інша з команди містка асимілюються. Передача Шелбі показує, що те ж саме відбувається з кожним кораблем, який знаходиться тут — це, звичайно, усі. Флот швидко асимілювався, адмірал Шелбі була розстріляна її власними енсінами. Пікар інформував адміралку флоту Шелбі про розвиток подій, але надто пізно — оскільки Борг використовує Джека, щоб ініціювати асиміляцію наймолодших членів Зоряного флоту, включаючи дочок Джорді. Асимільована молодь Зоряного флоту вбиває Шелбі та захоплює контроль над усім флотом. Єдиний корабель, екіпаж якого відновлює контроль, «USS Excelsior» NCC-42037, підірваний рештою флоту.
Шоу веде старший персонал «Титана» до човника для обслуговування. Коли асимільовані члени екіпажу атакують, загін евакуюється, а Шоу, Сьома і Раффі тримають лінію оборони. Шоу гине в перестрілці, передаючи командування Сьомій-з-Дев'яти із своїм останнім подихом. Шоу жертвує собою, щоб виграти для Пікара та інших час, щоб втекти від «Титана». Сьома залишається на борту «Титана» з Раффі.
Джорді повертається на шатлі до Музею флоту Атан Прайм, де він працював над проєктом в доці: «USS Enterprise» класу «Galaxy», NCC-1701-D. Через Головну директиву секцію тарілки було вилучено з Веридіана III після того, як вона там розбилася. Пікар і його колишній екіпаж прямують до музею Зоряного флоту. Там Джорді розповідає, що він таємно відновив «USS Ентерпрайз (NCC-1701-D)» після його знищення — зараз це єдине діюче судно Зоряного флоту, яке не контролюється Боргом. Стара команда «Ентерпрайза» повертається до служби, щоб врятувати Федерацію. Кораблю майже сорок років, і він капітально відремонтований, але оскільки системи не підключені до мережі з рештою флоту, він також є єдиним діючим кораблем, який не може бути контрольований Боргом. І ось, вперше з 2371 року, командний склад «Ентерпрайз-D» повертається на місток таким, яким був раніше, навіть із попереднім комп'ютерним голосом. Нарешті досягнувши успіху в зібранні групи, Пікар наказує своєму екіпажу вирушити в космос, щоб востаннє врятувати Федерацію.

## Створення
Музичну тему до серіалу написав Стівен Бартон

## Сприйняття та відгуки
На сайті «Rotten Tomatoes» епізод отримав 80 % підтримки на основі відгуків 5 критиків.
В огляді «StarTrek.com» зазначалося: «У дев'ятому епізоді „Star Trek: Picard“, „Võx“, нищівне викриття про Джека назавжди змінює хід життя Пікара та розкриває правду, яка загрожує кожній душі у Федерації. Остання битва починається, коли Пікар і його команда мчать, щоб врятувати галактику від знищення, але не без жахливих витрат.»
В огляді «Den of Geek» серію оцінено у 4.5 зірки з 5 та зазначено: "Я усвідомлюю, що є частиною проблеми, тому що, по правді кажучи, я вже визнав, що Пікар, швидше за все, ніколи не відповість на більшість з цих запитань, і мені все одно сподобалося чортзна-що з цього епізоду. Насамперед тому, що воно повністю повертається до своєї ностальгічної дурнички та дає шанувальникам усе, чого вони хотіли від цього шоу: наші довгорічні фаворити знову працюють разом, щоб врятувати ситуацію всупереч, здавалося б, неможливим, на ноті — ідеальне відтворення самого знімального майданчика, який ми вперше побачив, як вони піднялися до зірок. Так, інформація про те, що Джеорді відновлював оригінальний «The Next Generation» «Enterprise-D» у тому, що, по суті, є гаражем Флотського музею протягом останніх двох десятиліть, виглядає дещо смішним, але це також неймовірно, і моє серце збільшилося втричі, поки всі були в захваті від чудового килима та антикварних систем зброї. Чи ця подовжена прогулянка доріжкою спогадів є найкращим використанням часу кожного, поки Земля перебуває під нападом контрольованої Боргом армади Зоряного флоту? Напевно ні."
«TV Tropes» здійснює детальний розбір аналогій, неспівпадінь та недоречностей епізоду.
В огляді «TrekMovie.com» зазначено: «Усе вказує на те, що 3 сезон прямує до посадки. Перша частина фіналу сезону (і серіалу) сповнена пам'ятних та глибоких моментів, тому пропущені кроки того варті. Ці дев'ять тижнів були одними з найвеселіших для шанувальників „Star Trek“, тому очікування фіналу стало майже нестерпним.»
На сайті «IMDb» станом на березень 2023 року епізод отримав 9.4 з 10 зірок схвалення при 6408 голосах.

## Знімались
| Актор             | Роль            |
| ----------------- | --------------- |
| Патрік Стюарт     | Жан-Люк Пікар   |
| Джері Раян        | Сьома-з-Дев'яти |
| Ед Спелірс        | Джек Крашер     |
| Мішель Герд       | Раффі Музікер   |
| Левар Бертон      | Джорді Ла Форж  |
| Брент Спайнер     | Дейта           |
| Майкл Дорн        | Ворф            |
| Джонатан Фрейкс   | Вілл Райкер     |
| Гейтс Макфадден   | Беверлі Крашер  |
| Марина Сіртіс     | Діана Трой      |
| Еліс Кріге        | Королева Борг   |
| Тодд Стешвік      | Ліам Шоу        |
| Ешлі Шарп Честнат | Сідні Ла Форж   |
| Елізабет Деннегі  | адміралка Шелбі |
| Міка Бертон       | Аландра Ла Форж |
| Джозеф Лі         | Мура            |
| Джин Малей        | Есмар           |
| Нолан Норт        | Бенбасат        |